# Nagy Kutya csillagkép
A Nagy Kutya (latin: Canis Major) egy csillagkép.

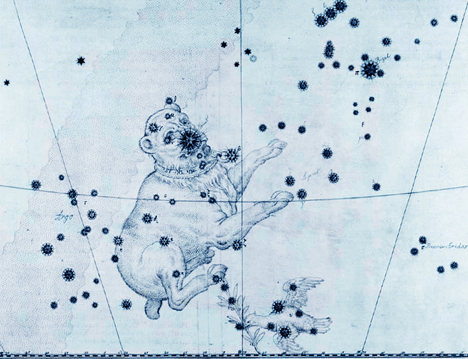
Canis Maior - A Nagy Kutya csillagkép

## Története, mitológia
Úgy tartják, hogy a Nagy Kutya és a Kis Kutya Orionnak, az égi vadásznak vadászati kísérői, és ennek megfelelően követik őt a napi, keletről nyugat felé tartó mozgásban. A Nagy Kutya annyira délen van, hogy Észak-Európából nézve csak részben figyelhető meg. Ez főleg a csillagkép déli részeire vonatkozik, ahol a kutya lábait kellene elképzelni. Skandinávia északi részére a Nagy Kutya teljesen elveszett.
Az ókori Egyiptom számára a fél évig nem látható Szíriusz heliákus felkelése – azaz a Nappal együtt kelése – egyet jelentett a Nílus évenként ismétlődő, életet adó áradásával, a méz eredetével, a kutyák nyári izgatottságával (amiből a „kánikula” szavunk származik), és a mesés főnix madárral.

## Látnivalók

### Csillagok
A Nagy Kutya fő csillaga a Szíriusz, vagyis az α Canis majoris. A Földről látható csillagok között ez a legfényesebb (a Napot kivéve).
- α Canis Majoris - Szíriusz. -1,44m fényességével a Földről látható legfényesebb csillag. Távolsága 8,7 fényév, a Napot 23-szor ragyogja túl, felszíni hőmérséklete 11 000K, az A1 színképosztályba tartozik, átmérője 1,8-szer nagyobb a Napénál. Tőle 2,5" és 11" közötti távolságra található a híres, de kisebb távcsövekkel nehezen megfigyelhető Szíriusz B. Ez egy fehér törpe, amelynek anyagsűrűsége 90 000-szer nagyobb, mint a Nap anyagáé. A Szíriusz társának látszó fényessége 8,7m, a főcsillagot 49,98 év alatt futja körül. A pálya fél nagytengelye 7,62 ", excentricitása 0,58. Színképtípusa A5.
- β Canis Majoris - Mirzam (Előfutár). A 2m fényes csillag 500 fényév távol van. Színképtípusa B1. Évenkénti sajátmozgása 0,003", és 34 km/s sebességgel távolodik.
- γ Canis Majoris - Muliphein (A kutya füle). 4,07 fényrendű csillag. Fénye 325 év alatt jut el hozzánk. A színképtípusa B8.
- δ Canis Majoris - Wezen (Súly). Látszólagos fényessége 1m,83, a színképtípusa F8, 20 000-szer ragyogóbb a Napnál. Távolsága 1800 fényév.
- ε Canis Majoris - Adhara (Szüzek). Szuperóriás, a héliumcsillagokra jellemző B1 típusú színképpel. 430 fényév távolságban van, 1,73 fényrendű.
- η Canis Majoris - Aludra (A szűz). 2,45m fényes csillag, ahonnét a fény 3000 év alatt ér Földre. B5 színképtípusú szuperóriás.
- Zeta Canis Majoris - Furad. Színképtípusa B2.5V, 3,02m fényes csillag, 340 fényév távolságban van.
- Omicron Canis Majoris - Színképtípusa B3Ia,  3,02m fényes csillag, 2600 fényév távolságban van.
- VY Canis Majoris hiperóriás, amely félszabályos változóként legfényesebb időszakában a láthatóság határán van. 1500 parszekre van a Naprendszertől.

A Szíriusz kísérőjéről és annak keringési idejéről a nyugat-afrikai Mali egyik népcsoportja, a dogonok sok évszázaddal ezelőtt tudtak, az időszámításukat és a szertartásaikat is ehhez viszonyították. A kísérő csillagot Pó-nak (nehéz csillag) nevezték.

### Mélyég-objektumok
A Nagy Kutya a Tejút közepén helyezkedik el, és ezért egy sor nyílthalmaz található benne. Közülük legszebb a Messier 41. A Szíriusztól 4°-kal délre van, és ezért látcsővel vagy távcsővel könnyen megkereshető. Távolsága 2350 fényév, és mintegy 25 fényesebb csillagot tartalmaz. Legfényesebb csillagának fényessége 6,9 magnitúdó. A halmaz csillagainak száma, 13 magnitúdóig kb. 100.
Figyelemre méltó az NGC 2362 is, amely kb. 4600 fényév távolságra van. A halmaz legfényesebb csillagát, τ Canis majorist már szabad szemmel is észrevehetjük, mivel fényessége 4,5 magnitúdó. Ez egyébként hármas rendszert képez másik két csillaggal. Tőle 8,2"-re van egy 10 magnitúdós csillagocska, míg 14,5" távolságban egy 11 magnitúdós kísérő. Ezt a két csillagot legalább 10 cm nyílású távcsővel könnyen felismerhetjük. A τ Canis majoris észrevehetően kiemelkedik ebből a mezőnyből. A tőle halványabb csillagok legfeljebb 6-7 magnitúdósak. Éppen ezért ennek a halmaznak a megfigyeléséhez vagy jó látcsövet, vagy legalább 5 cm nyílású távcsövet kell használnunk. Legalább 40 csillag tartozik a halmazhoz, és abszolút értelemben van köztük néhány eléggé fényes csillag is.
Ebből arra lehet következtetni, hogy NGC 2362 a legfiatalabb nyílthalmazok egyike, amelyet az égen eddig felfedeztünk. Kora valószínűleg csak mintegy 1 millió év. Ebben némiképp hasonlít a jól ismert kettős halmazra a Perzeuszban.
Az NGC 2354, egy másik nyílthalmaz 60 halványabb csillagot tartalmaz.
Az NGC 2204-ben is kissé halványabb csillagok vannak.
Az NGC 2360 halmaz legfényesebb csillagainak a fényessége 9 magnitúdó körül van. Ehhez a halmazhoz 12 magnitúdóig mintegy 50 csillag tartozik.
Gömbhalmazok a Nagy Kutyában nem fordulnak elő. A diffúz ködöknek is, a Tejút ellenére, kevés képviselője található itt.

### Érdekesség
A kánikula szó a Nagy Kutya (Canis Majoris) csillagkép (és az egész égbolt) legfényesebb csillaga, a Szíriusz latin nevéből (canicula, azaz „kiskutya”) származik, mivel a mediterráneumban a nyár beköszönte a Szíriusz felkeltével esik egybe.

## Fordítás
- Ez a szócikk részben vagy egészben  a   Canis Major című angol Wikipédia-szócikk fordításán alapul.  Az eredeti cikk szerkesztőit annak laptörténete sorolja fel. Ez a jelzés csupán a megfogalmazás eredetét és a szerzői jogokat jelzi, nem szolgál a cikkben szereplő információk forrásmegjelöléseként.